# تئون اسکندریه
تئون اسکندریه (‎/ˌθiːən, -ɒn/‎ ; یونانی باستان: Θέων ὁ Ἀλεξανδρεύς؛ ح. AD 335 – ج ۴۰۵) دانشور و ریاضی‌دان یونانی بود که در اسکندریه، مصر زندگی می‌کرد. وی عناصر اقلیدس را ویرایش و تنظیم کرد و دربارهٔ آثار اقلیدس و بطلمیوس تفسیر نوشت. دخترش هیپاتیا نیز به عنوان یک ریاضیدان مشهور شناخته می‌شود.
از زندگی تئون اطلاعات کمی در دست است. وی پیش‌بینی‌ها و مشاهدات کسوف و خسوف را در سال ۳۶۴ انجام داد که نشان می‌دهد وی در آن زمان فعال بوده‌است و گفته می‌شود که وی در زمان پادشاهی تئودوسیوس اول (۳۷۹–۳۹۵) زندگی می‌کرده‌است.